# Hönningen
Hönningen település Németországban, Rajna-vidék-Pfalz tartományban. Lakosainak száma 1038 fő (2023. december 31.).

## Népesség
A település népességének változása:
| Lakosok száma | 885  | 1038 | 1052 | 1050 | 1040 | 1038 |
|               | 1975 | 2017 | 2019 | 2021 | 2022 | 2023 |